# راجر دالتری
راجر دالتری (انگلیسی: Roger Daltrey؛ زادهٔ ۱ مارس ۱۹۴۴) یک خواننده، ترانه‌سرا و هنرپیشه اهل بریتانیا است. وی از سال ۱۹۵۹ میلادی تاکنون مشغول فعالیت بوده‌است.

## فیلم‌شناسی
- تامی (۱۹۷۵)
- کنسرت بزرگداشت فردی مرکوری (۱۹۹۲)
- سیمپسون‌ها (۲۰۰۰)
- سی‌اس‌آی (۲۰۰۶)
- روزی روزگاری (۲۰۱۲)
- روزی روزگاری در سرزمین عجایب (۲۰۱۳)
- شکار جانور شگفت‌انگیز
- به نظر می‌رسد می‌تواند بکشد